# Action pour la Protection de l’Environnement et la Promotion des Filières Agricoles
Die Action pour la Protection de l'Environnement et la Promotion des Filières Agricoles (kurz APEFA, englisch Action for the Protection of the Environment and Promotion of the Agricultural Sector, deutsch „Aktion zum Schutz der Umwelt und zur Förderung der Landwirtschaft“) ist eine ruandische Nichtregierungsorganisation mit Sitz in Kigali. Sie unterstützt unter anderem Projekte zu nachhaltiger Landwirtschaft, Ernährungssicherheit, Umweltschutz und der Anpassung an die globale Erwärmung in Ruanda.

## Geschichte
APEFA wurde am 31. Juli 2008 durch den Ministerialerlass Nr. 99/11 als Organisation registriert. Sie ist seit März 2019 Mitglied der IUCN („Weltnaturschutzorganisation“).

## Projekte
Die APEFA unterstützt beispielsweise zusammen mit der Rwanda Water and Forestry Authority (RWFA), der IUCN und der Netherland Development Organization (SNV) ein Projekt im Einzugsgebiet des Sebeya in den Distrikten Rubavu, Rutsiro, Nyabihu und Ngororeo. An dem Fluss kommt es häufig zu Überschwemmungen und Erdrutschen. Diese werden durch das hügelige Terrain und die Abholzung aufgrund von Landwirtschaft, Bergbau und Brennholzbedarf begünstigt. Um dem entgegenzuwirken, werden Wiederaufforstungen sowie der Bau von Dämmen und Gräben unternommen.
Seit 2024 unterstützt APEFA zudem die Umsetzung des Projekts „Fünf Bäume für jeden Haushalt“ des Ministry of Agriculture and Animal Resources (MINAGRI). Dieses sieht das Pflanzen von fünf Obstbäumen je Haushalt in Kigali bzw. insgesamt rund drei Millionen zwischen 2024 und 2029 vor, um die Landwirtschaft und Ernährungssicherheit zu fördern. Die gepflanzten Bäume, darunter Papayas, Mango-, Avocado-, Zitronen-, Orangen und Guavenbäume sollen zudem die Luftqualität in der Stadt verbessern. Weitere Bäume werden zudem im Distrikt Gicumbi in der Nordprovinz, in den Distrikten Ngoma, Kayonza und Kirehe in der Ostprovinz, Nyaruguru und Nyamagabe in der Südprovinz sowie Rutsiro, Ngororero, Nyamasheke und Rubavu in der Westprovinz gepflanzt.